# 夏木ゆたか
夏木 ゆたか（なつき ゆたか、1948年〈昭和23年〉12月2日 - ）は、日本の男性タレント、司会者、歌手。本名は馬目 豊（まのめ ゆたか）。バウスプリット所属。かつてはサワズ（現:三木プロダクション）に所属し、2015年にハブ・マーシーへ移籍。

## 来歴
銚子市立銚子高等学校卒業。1969年、川口豊名義にてクラウンレコードより「愛のかけら」で歌手デビュー。しかし、歌手としては芽が出ずタレントへ転向。
『ルックルックこんにちは』のコーナー「ドキュメント 女ののど自慢」の司会をなべおさみから引き継ぎ（なべやかんの明治大学替え玉受験問題を受け降板）、2代目に就任。陽気で高いテンションの早口トークで知られる。その後、ラジオ日本で演歌番組『夏木ゆたかのホッと歌謡曲』を担当、演歌への熱意や深い造詣をみせた。また、『いすゞ歌うヘッドライト〜コックピットのあなたへ〜』における歴代唯一の男性パーソナリティである。

## 人物
千葉県銚子市出身。身長180cm。2020年に一般女性と結婚。互いに初婚だという。

## ディスコグラフィー
- 愛のかけら（1969年発売） ※川口豊名義
- 甲子園の星 紅燃える（1970年発売） ※川口豊名義
- オー！OSHIRI（1987年発売） ※高橋亜希子&ミスター（夏木ゆたか名義）
- すごいドラゴンズの歌（1987年発売）
- 女のわがまま（1994年発売）
- 酔いどれララバイ（1997年発売） ※カップリング曲は「おんなの影法師」
- 男と女の別れ道（2002年発売） ※島津悦子とのデュエット、カップリング曲は「夜のしのび逢い」
- なじみ酒（2011年発売） ※池田輝郎とのデュエット、カップリング曲は「夕焼け小やけの流行歌」（夏木のソロ）
- ぶって叩いて香水つけて（2016年7月6日発売）[4] ※カップリング曲は「女は男で花になる」

## 出演

### テレビ
- ルックルックこんにちは（日本テレビ） - 女ののど自慢コーナーの司会
- アイドル共和国（テレビ朝日）
- NHK趣味悠々「1から始める梅沢由香里の碁」（2004年4月7日 - 6月30日、NHK教育）
- BSカラオケ塾（NHK BS2）
- ドラゴンズ倶楽部（メ〜テレ）
- にっぽんの歌（テレビ東京）
- チャレンジ・ザ・競馬（フジテレビ） - 司会
- スターどっきり㊙報告（フジテレビ）
- さきどり!PC遊び塾（テレビ東京）
- スポーツUSA（テレビ東京）
- とびだせ!つり仲間（テレビ朝日）
- Do!スポーツ（テレビ東京） - 初代ナレーター
- クイズ!!ラブラブジャンプ（日本テレビ）
- カラオケトライアル→カラオケトライアルII（チバテレ、いずれも司会）
- いつみ・加トちゃんのWA～ッと集まれ!!(フジテレビ)
- 笑っていいとも（フジテレビ、1988年10月 - 1990年9月、水曜日→不定期→水曜日）
- 宮本和知の熱血!昼休み（TBSテレビ）
- ドラゴンズ倶楽部（名古屋テレビ）
- ひるキュン!（TOKYO MX、2017年10月 - 2018年9月） - 金曜レジェンドレポーター

### テレビドラマ
- ニュースキャスター 霞涼子（テレビ朝日）
- 火曜スーパーワイド「なんでも屋探偵帳1・なんでも屋奮戦記」（テレビ朝日、1989年）
- 十津川警部シリーズ (渡瀬恒彦)「上野駅殺人事件」（TBSテレビ、1993年） - そば屋
- 月曜ドラマスペシャル 「観光バスが消えた…　鳥羽・伊勢志摩ツアーの罠」（TBSテレビ、1995年2月6日）
- 古畑任三郎（フジテレビ、1999年4月27日） - 田治見 役

### ラジオ
- 歌謡ジャーナル（NHK-FM）
- エミ子の長いつきあい（TBSラジオ）
- 進め!おもしろバホバホ隊（TBSラジオ）
- ミュージッQエスチョン（TBSラジオ）
- いすゞ歌うヘッドライト〜コックピットのあなたへ〜（TBSラジオ）
- 歌う明星ヤングソングショー（文化放送）
- ライオンスター最前線（文化放送）
- （夏木ゆたかの）ライオン リクエスト30（文化放送）[1]
- サンデー歌謡ベストテン（文化放送）
- 夏木ゆたかのサンデー夢歌謡（文化放送）
- 夏木ゆたかの演歌いちばん→夏木ゆたかのホッと歌謡曲（ラジオ日本）[2]

### CM
- ケンウッド・コードレスフォン
- NTT・Bフレッツ

### 映画
- ガメラ 大怪獣空中決戦 （1995年3月11日） - リポーター役 飛び入り出演
- アイデン&ティティ（2013年）
- WE ARE LITTLE ZOMBIES（2019年）